# C14H24N2
分子式C14H24N2（摩尔质量：220.360 g/mol）可以指：
- N,N'-二仲丁基对苯二胺（英语：N,N'-Di-2-butyl-1,4-phenylenediamine）（抗氧剂44PD），CAS号：101-96-2
- 1-金刚烷基哌嗪，CAS号：19984-46-4

|  | 这个同类索引页列出了具有相同分子式的化学物（即同分異構體）条目。 除非您是有意链接至本页，否则应将相应条目的内部链接指向正确的条目。 |